# Heckler & Koch CAWS
Het CAWS programma dat voor 'Close Assault Weapon System' staat, was bedoeld om een nieuwe generatie vuurwapens te maken, in staat om hagelgeweer-munitie af te vuren in vol-automatische vuursnelheid, met een effectieve afstand van 100 tot 150 meter. Het gebruik van de hagelkogels in deze vuurmodus zou de kans op het raken van een doelwit in gevecht moeten verhogen (wat logisch is wanneer meerdere kogels in één keer worden afgevuurd). Een van de bedrijven die meededen aan CAWS was Heckler & Koch (Duitsland) in samenwerking met Winchester/Olin corp. (VS). HK was verantwoordelijk voor het maken van het wapen en Winchester/Olin corp. was verantwoordelijk voor het maken van een nieuw type munitie.
De HK CAWS lijkt veel op de Heckler & Koch G11, die ook uitgevoerd in het zogenaamde 'bull-pup' ontwerp (magazijn achter het handvat). Het wapen heeft standaard voor Heckler & Koch een keuze tussen (safety-switch/fire selector): Safe, semiautomatisch, burst (3 kogels). De HK CAWS was getest door het Amerikaanse leger, maar het hele CAWS-project werd gestaakt en de ontwikkeling van de CAW werd bevroren.